# Robert H. Foerderer

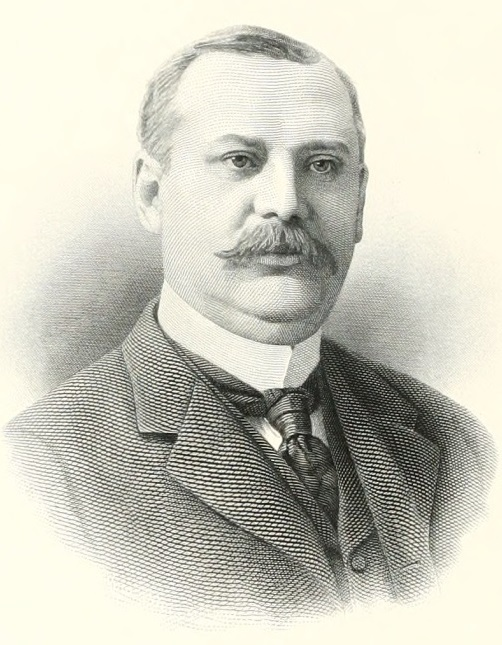
Robert H. Foerderer

Robert Herman Foerderer (* 16. Mai 1860 in Frankenhausen, Schwarzburg-Rudolstadt; † 26. Juli 1903 in Torresdale, Pennsylvania) war ein US-amerikanischer Politiker. Zwischen 1901 und 1903 vertrat er den Bundesstaat Pennsylvania im US-Repräsentantenhaus.

## Werdegang
Robert Foerderer wurde 1860 im heutigen Thüringen geboren, wo seine deutsch-amerikanischen Eltern ihren Urlaub verbrachten. Er wuchs in Philadelphia auf und besuchte dort die öffentlichen Schulen. Danach wurde er in der Lederverarbeitung tätig. Im Jahr 1892 errichtete er in Philadelphia eine der damals weltweit größten Lederfabriken mit über 3000 Beschäftigten. Später wurde er auch Präsident einer Telefongesellschaft und der Marowijne Company. Politisch schloss er sich der Republikanischen Partei an.
Bei den Kongresswahlen des Jahres 1900 wurde Foerderer für den damals staatsweiten 30. Sitz von Pennsylvania in das US-Repräsentantenhaus in Washington, D.C. gewählt, wo er am 4. März 1901 sein neues Mandat antrat. Nach einer Wiederwahl im vierten Wahlbezirk seines Staates konnte er bis zu seinem Tod am 26. Juli 1903 im Kongress verbleiben.